# Camacho
Camacho é um município brasileiro do estado de Minas Gerais. O município está subordinado à Comarca de Itapecerica. Sua população em 2022 era de 2 838 habitantes segundo o censo do  IBGE.

## História
Manuel Camacho, de origem portuguesa era explorador de minérios e também bandeirante. Foi um dos primeiros habitantes do lugar e fundou, em meados do século XVIII, um povoado que recebeu o nome de Camacho em sua homenagem. O território foi ocupado por desbravadores portugueses que se reuniram formando um núcleo de habitantes à margem do Ribeirão dos Borges, menos de uma légua da atual séde. Deste aglomerado surgiu a construção de uma capela em louvor á Nossa Senhora do Rosário, e casas foram sendo construídas em seu redor. 
O distrito criado em 1.885 tinha primitivamente o nome de Nossa Senhora das Dores do Camacho. O trabalho agrícola realizado nas fazendas próximas, promoveu a ocupação gradual de seu território.
O topônimo Camacho significa Seio agudo e tem sua origem na língua tupi-guarani com a seguinte formação: Camá = Seios e Chuá = Coisa aguda, donde adveio o nome Camacho. O gentílico do município é camachense..